# Eulogìa Lascaris

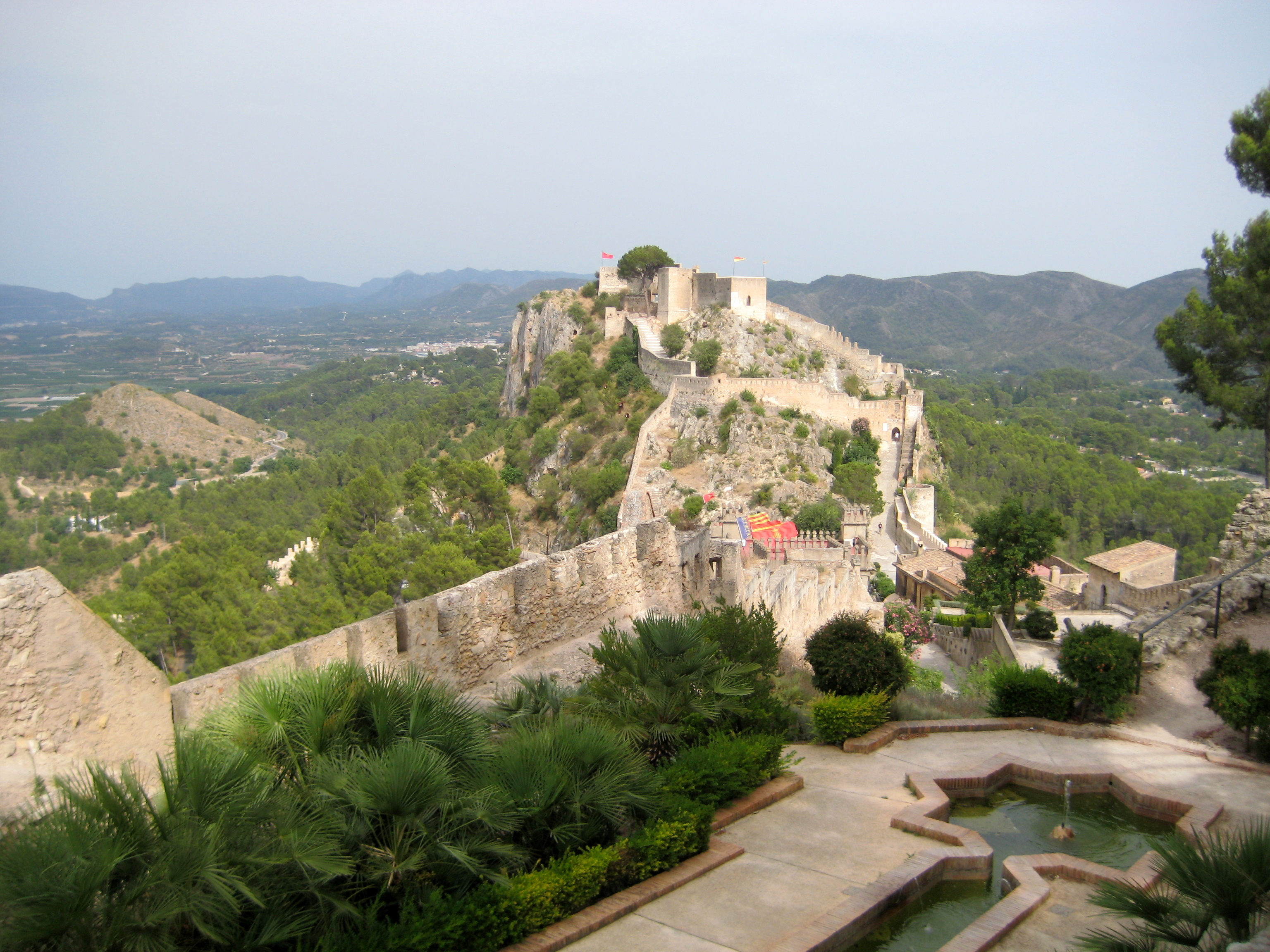
L'imponente castello gotico di Xàtiva, città sede di importanti fiere bovine, infeudata a Eulogìa contessa di Ventimiglia.

Eulogìa Lascaris (in greco Εὐλογία Λασκαρίνα Aσανίνα?, Eulogia Laskarina Asanina (dal greco "eylogía/lode; benedizione"); Nicea, 1248 – Saragozza, 1307) è stata una principessa bizantina, figlia dell'imperatore Teodoro II Lascaris e di Elena Asen.

## Biografia
Nel 1261 suo fratello Giovanni IV Lascaris fu deposto ed accecato ed ella fu data tredicenne in sposa al conte di Tenda Guglielmo Pietro I di Ventimiglia.
Vivente ancora il marito Eulogìa segue in esilio Costanza di Hohenstaufen – figlia di Federico II e vedova dell'imperatore Giovanni III Ducas Vatatze, nonno paterno di Eulogìa –  in Aragona, presso la nipote Costanza di Hohenstaufen, che si era accasata con il re Pietro III d'Aragona. Eulogìa è accompagnata dai figli Giovanni e Giacomo e dalle figlie Vatatza, Lascara, Violante e Beatrice. Nel 1280 il re Pietro concede a Eulogìa il diritto di porre in enfiteusi porzioni della signoria di Mexen, sequestrata ai saraceni. L'anno seguente la contessa di Ventimiglia ottiene esenzione da ogni pedaggio, erbaggio e passaggio riguardante i suoi allevamenti bovini.
Negli anni 1286-1304 Eulogìa ottiene dai successori Alfonso III e Giacomo II le signorie di Jativa e Berbegal e due pensioni annue di 27000 soldi sulle rendite dei Giudei di Barcellona e sulla signoria di Castellòn de Burriana, oltre a 1750 soldi sulle rendite di Huesca. Nella città di Montblanc la principessa bizantina fonda - nel 1298 - il convento della Mare de Déu de la Serra, officiato dalle Clarisse. Quivi depone una meravigliosa e miracolosa statua della Madonna con Bambino di scuola italiana, proveniente da Ventimiglia, che diverrà il centro d'interesse di affollati pellegrinaggi che porteranno questo convento, nel Medioevo, a essere il santuario iberico secondo solo a Montserrat.

## Discendenza
Dal conte di Ventimiglia e Tenda ebbe:
- Giovanni I, detto Lascaris come erede dei diritti sull'Impero d'Oriente, conte di Ventimiglia, Val Lantosque, Tenda, Limone, Vernante e Bussana
- Giacomo, conte di Ventimiglia
- Otto, vescovo di Ventimiglia
- Beatrice, che si maritò con Guglielmo di Moncada, figlio di Raimondo signore di Fraga. I Moncada riconoscono a Beatrice di Ventimiglia – alla presenza di Eulogìa e del re Pietro - l'enorme dote di millecinquecento marche d'argento, con contratti stipulati il 13 aprile 1282 e il 1º giugno 1282, garantendone il valore con la città, castello e porto di Tortosa, da loro posseduti.[2]
- Vatatza
- Lucrezia
- Violante, signora di Foradada, Campo, Navarri e Pallaruelo, fu sposa di Ximeno Cornell e in seconde nozze di Guglielmo conte di Ribagorza, dando vita alla dinastia dei Lascaris/Lascorz di Ribagorza.[3]

## Ascendenza
|                       |             |                       | Genitori                  |  |  | Nonni |  |  | Bisnonni         |  |  | Trisnonni |  |
|                       |             |                       |                           |  |  |       |  |  | Basilio Vatatzes |  |  | …         |  |
|                       |             |                       |                           |  |  |       |  |  | Basilio Vatatzes |  |  | …         |  |
|                       |             | …                     |                           |  |  |       |  |  | Basilio Vatatzes |  |  |           |  |
| Giovanni III Vatatze  |             |                       |                           |  |  |       |  |  | Basilio Vatatzes |  |  |           |  |
|                       |             | …                     | …                         |  |  |       |  |  |                  |  |  |           |  |
|                       |             | …                     | …                         |  |  |       |  |  |                  |  |  |           |  |
|                       |             | …                     | …                         |  |  |       |  |  |                  |  |  |           |  |
| Teodoro II Lascaris   |             | …                     |                           |  |  |       |  |  |                  |  |  |           |  |
|                       |             | Teodoro I Lascaris    | …                         |  |  |       |  |  |                  |  |  |           |  |
|                       |             | Teodoro I Lascaris    | …                         |  |  |       |  |  |                  |  |  |           |  |
|                       |             | Teodoro I Lascaris    | …                         |  |  |       |  |  |                  |  |  |           |  |
| Irene Lascarina       |             | Teodoro I Lascaris    |                           |  |  |       |  |  |                  |  |  |           |  |
|                       |             | Anna Comnena Angelina | Alessio III Angelo        |  |  |       |  |  |                  |  |  |           |  |
|                       |             | Anna Comnena Angelina | Alessio III Angelo        |  |  |       |  |  |                  |  |  |           |  |
|                       |             | Anna Comnena Angelina | Eufrosina Ducena Camatera |  |  |       |  |  |                  |  |  |           |  |
| Eudossia Lascaris     |             | Anna Comnena Angelina |                           |  |  |       |  |  |                  |  |  |           |  |
|                       | Ivan Asen I | …                     |                           |  |  |       |  |  |                  |  |  |           |  |
|                       | Ivan Asen I | …                     |                           |  |  |       |  |  |                  |  |  |           |  |
|                       | Ivan Asen I | …                     |                           |  |  |       |  |  |                  |  |  |           |  |
| Ivan Asen II          | Ivan Asen I |                       |                           |  |  |       |  |  |                  |  |  |           |  |
|                       |             | Elena-Eugenia         | …                         |  |  |       |  |  |                  |  |  |           |  |
|                       |             | Elena-Eugenia         | …                         |  |  |       |  |  |                  |  |  |           |  |
|                       |             | Elena-Eugenia         | …                         |  |  |       |  |  |                  |  |  |           |  |
| Elena Asen            |             | Elena-Eugenia         |                           |  |  |       |  |  |                  |  |  |           |  |
|                       |             | Andrea II d'Ungheria  | Béla III d'Ungheria       |  |  |       |  |  |                  |  |  |           |  |
|                       |             | Andrea II d'Ungheria  | Béla III d'Ungheria       |  |  |       |  |  |                  |  |  |           |  |
|                       |             | Andrea II d'Ungheria  | Agnese d'Antiochia        |  |  |       |  |  |                  |  |  |           |  |
| Anna Maria d'Ungheria |             | Andrea II d'Ungheria  |                           |  |  |       |  |  |                  |  |  |           |  |
|                       |             | Gertrude di Merania   | Bertoldo IV d'Andechs     |  |  |       |  |  |                  |  |  |           |  |
|                       |             | Gertrude di Merania   | Bertoldo IV d'Andechs     |  |  |       |  |  |                  |  |  |           |  |
|                       |             | Gertrude di Merania   | Agnese di Rochlitz        |  |  |       |  |  |                  |  |  |           |  |
|                       |             | Gertrude di Merania   |                           |  |  |       |  |  |                  |  |  |           |  |